# Monuments nationaux de Posušje
Cet article recense les monuments nationaux situés sur le territoire de la municipalité de Posušje en Bosnie-Herzégovine et dans la fédération de Bosnie-et-Herzégovine. La liste établie par la Commission pour la protection des monuments nationaux compte 1 monument national inscrit sur la liste principale et 4 monuments inscrits sur une liste provisoire.

## Monument national
| Monument                | Localité | Géolocalisation | Datation  | Commentaire éventuel | Photo |
| ----------------------- | -------- | --------------- | --------- | -------------------- | ----- |
| Nécropole de Donje Bare | Bare     |                 | Moyen Âge | Avec 26 stećci       |       |

## Liste provisoire
| Monument                                    | Localité | Géolocalisation | Datation | Commentaire éventuel | Photo |
| ------------------------------------------- | -------- | --------------- | -------- | -------------------- | ----- |
| Église de l'Immaculée-Conception de Posušje | Posušje  |                 |          | Église catholique    |       |
| Église de l'Assomption de Gradac            | Gradac   |                 |          | Église catholique    |       |
| Église Saint-Jean-Népomucène de Rakitno     | Rakitno  |                 |          |                      |       |
| Église Saint-Georges de Vir                 | Vir      |                 |          |                      |       |